# Banán trupiál
A banán trupiál (Icterus bonana) a madarak osztályának verébalakúak (Passeriformes) rendjébe, azon belül a csirögefélék (Icteridae) családjába tartozó faj.

## Rendszerezése
A fajt Carl von Linné svéd természettudós írta le 1766-ban, még a sárgarigófélék (Oriolidae) családjába tartozó Oriolus nembe Oriolus bonana  néven, innen helyezték jelenlegi helyére.

## Előfordulása
A Karib-térségben lévő, Kis-Antillák szigetcsoporthoz tartozó Martinique sziget területén honos. Természetes élőhelyei a szubtrópusi és trópusi síkvidéki esőerdők, lombhullató erdők és mangroveerdők, valamint ültetvények, vidéki kertek és városias környezet. Állandó, nem vonuló faj.

## Megjelenése
Átlagos testhossza 21 centiméter, testtömege 29 gramm.

## Életmódja
Ízeltlábúakkal táplálkozik, de növényi anyagokat is fogyaszt.

## Természetvédelmi helyzete
Az elterjedési területe kicsi, egyedszáma 6000-15000 példány közötti és csökken. A Természetvédelmi Világszövetség Vörös listáján sebezhető fajként szerepel.